# هونغ كونغيون
هونغ كونغيون أو سكان هونغ كونغ أو شعب هونغ كونغ أو مواطنو هونغ كونغ  (بالصينية: 香港人)، هي نسبة تشير إلى سكان هونغ كونغ، قد يشير المصطلح أيضًا إلى الذين ولدوا أو نشأوا في المنطقة.